# USS Santa Fe (CL-60)
USS Santa Fe (CL-60) là một tàu tuần dương hạng nhẹ thuộc lớp Cleveland của Hải quân Hoa Kỳ được hoàn tất trong Chiến tranh Thế giới thứ hai. Nó là chiếc tàu chiến đầu tiên của Hải quân Mỹ được đặt cái tên này, theo tên thành phố Santa Fe thuộc tiểu bang New Mexico. Nó đã phục vụ tại Mặt trận Thái Bình Dương từ khi đưa vào hoạt động cho đến khi chiến tranh kết thúc. Giống hầu hết các tàu chị em cùng lớp, nó xuất biên chế không lâu sau đó, được đưa về lực lượng dự bị và không bao giờ phục vụ trở lại; con tàu bị tháo dỡ vào cuối những năm 1950. Santa Fe được tặng tưởng danh hiệu Đơn vị Tuyên dương Hải quân cùng 13 Ngôi sao chiến trận cho thành tích hoạt động trong Thế Chiến II

## Thiết kế và chế tạo

### Thiết kế
Lớp Cleveland được thiết kế nhằm mục đích gia tăng tầm xa hoạt động, tăng cường hỏa lực phòng không và sự bảo vệ chống ngư lôi so với các tàu tuần dương Hoa Kỳ trước đây. Cho dù kém hơn ba nòng pháo 6-inch so với những chiếc lớp Brooklyn dẫn trước, hệ thống kiểm soát hỏa lực mới và tiên tiến hơn giúp cho lớp Cleveland có được ưu thế về hỏa lực trong chiến đấu thực tế. Tuy nhiên việc tăng cường thêm dàn hỏa lực phòng không hạng nhẹ cho đến cuối Thế Chiến II khiến các con tàu bị nặng đầu đáng kể.

### Chế tạo
Santa Fe được đặt lườn vào ngày 7 tháng 6 năm 1941 tại xưởng đóng tàu của hãng New York Shipbuilding Co. ở Camden, New Jersey. Nó được hạ thủy vào ngày 10 tháng 6 năm 1942, được đỡ đầu bởi Cô Caroline T. Chavez, và được cho nhập biên chế vào ngày 24 tháng 11 năm 1942 dưới quyền chỉ huy của hạm trưởng, Đại tá Hải quân Russell S. Berkey.

## Lịch sử hoạt động

### 1943
Sau các chuyến đi thử máy tại vùng bờ Đông, Santa Fe lên đường đi sang Thái Bình Dương, đi đến Trân Châu Cảng vào ngày 22 tháng 3 năm 1943 rồi tiếp tục đi đến khu vực quần đảo Aleut. Ngày 25 tháng 4, sáu ngày sau khi đi đến Alaska, nó bắn phá đảo Attu. Trong bốn tháng tiếp theo sau, hoạt động chính của nó là tuần tra ngoài khơi quần đảo Aleut đề phòng các hoạt động của Hải quân Nhật tại đây. Nó cũng tiến hành bắn phá Kiska vào các ngày 6 tháng 7 và 22 tháng 7 nhằm chuẩn bị cho cuộc chiếm đóng, và đã bắn pháo hỗ trợ cho cuộc đổ bộ diễn ra vào ngày 15 tháng 8. Santa Fe lên đường rời khu vực quần đảo Aleut vào ngày 25 tháng 8, về đến Trân Châu Cảng vào ngày 1 tháng 9.
Santa Fe trải qua suốt thời gian còn lại trong quãng đời phục vụ cùng Đội tàu tuần dương 13 thuộc lực lượng đặc nhiệm tàu sân bay nhanh. Thoạt tiên nó hộ tống cho hai cuộc không kích của tàu sân bay xuất phát từ Trân Châu Cảng. Đợt thứ nhất nhắm vào đảo san hô Tarawa vào ngày 18-19 tháng 9; và một đợt xuống đảo Wake vào ngày 5-6 tháng 10, nơi nó đã nả pháo xuống hòn đảo và làm im tiếng hỏa lực bắn trả của đối phương.
Santa Fe rời Trân Châu Cảng cùng một lực lượng tàu sân bay nhanh vào ngày 21 tháng 10, nhưng được cho tách ra khỏi đội của nó để bảo vệ các tàu vận tải chuyển lực lượng tăng viện cho đảo Bougainville. Nó đến nơi vào ngày 7 tháng 11, và trong hai ngày tiếp theo đã đánh trả các cuộc không kích nặng nề của đối phương. Sau một chặng dừng ngắn trong cảng, nó khởi hành từ Espiritu Santo vào ngày 14 tháng 11 hộ tống lực lượng tàu vận tải đi đến quần đảo Gilbert, và trong các ngày 20-22 tháng 11 đã bắn phá các vị trí đối phương trên đảo Tarawa hỗ trợ cho cuộc đổ bộ. Ngày 26 tháng 11, nó gia nhập trở lại cùng lực lượng tàu sân bay nhanh, và đã hộ tống ba tàu sân bay cho cuộc không kích xuống Kwajalein vào ngày 4 tháng 12 trước khi quay trở về Trân Châu Cảng năm ngày sau đó.

### 1944
Santa Fe quay trở về Hoa Kỳ, dành ra những tuần lễ đầu tiên của năm 1944 cho việc huấn luyện đổ bộ ngoài khơi San Pedro, California. Nó lên đường vào ngày 13 tháng 1 cùng với lực lượng đặc nhiệm vốn dự định sẽ chiếm đóng quần đảo Marshall. Chiếc tàu tuần dương đi trước thành phần chủ lực vào ngày 29 tháng 12 để vô hiệu hóa Wotje trước cuộc đổ bộ. Sau đợt bắn phá vào sáng ngày 30 tháng 1, Santa Fe gia nhập trở lại thành phần chủ lực ngoài khơi Kwajalein, và vào các ngày 31 tháng 1–1 tháng 2 đã bắn pháo hỗ trợ cho lực lượng chiến đấu trên hòn đảo then chốt này. Nó quay trở về Majuro vào ngày 7 tháng 2.
Năm ngày sau, Santa Fe lên đường cùng với một lực lượng đặc nhiệm tàu sân bay nhanh cho đợt không kích căn cứ chính của đối phương tại Truk vào ngày 16-17 tháng 2 và xuống Saipan vào ngày 22 tháng 2. Sau đó nó tiếp tục đi đến Majuro ngang qua Espiritu Santo. Nó lại khởi hành vào ngày 15 tháng 3, hộ tống cho Enterprise và Belleau Wood khi những chiếc tàu sân bay này hỗ trợ cho chiến dịch đổ bộ Emirau vào ngày 20 tháng 3 và tấn công Palau, Yap và Woleai trong các ngày 30 tháng 3–1 tháng 4.
Vào ngày 13 tháng 4, nó lên đường cùng với một đội đặc nhiệm được hình thành chung quanh chiếc tàu sân bay Hornet để hỗ trợ cho cuộc đổ bộ Hollandia (ngày nay là Jayapura) tại New Guinea. Các cuộc không kích nhắm vào Wakde và Sawar trong ngày 21 tháng 4, và cuộc bắn phá bởi lực lượng tàu nổi xuống cùng hòn đảo vào ngày hôm sau đã vô hiệu hóa việc phòng thủ của đối phương trong cuộc đổ bộ. Được tách khỏi nhiệm vụ hỗ trợ vào ngày 28 tháng 4, các tàu sân bay tấn công Truk, Satawan và Ponape từ ngày 29 tháng 4 đến ngày 1 tháng 5 trước khi quay trở lại Kwajalein vào ngày 4 tháng 5.
Santa Fe khởi hành từ quần đảo Marshall cùng một đội đặc nhiệm hình thành chung quanh chiếc tàu sân bay Bunker Hill, và đã bảo vệ các tàu cùng đi trong cuộc không kích ác liệt xuống Saipan, Tinian và Guam từ ngày 11 đến ngày 16 tháng 6 để hỗ trợ cho cuộc đổ bộ lên Saipan. Hạm đội Nhật Bản đã xông ra khu vực này trong một nỗ lực nhằm cố thủ quần đảo Mariana; và vào sáng ngày 19 tháng 6, nhiều đợt máy bay xuất phát từ các tàu sân bay Nhật đã tấn công Đệ Ngũ hạm đội. Các khẩu pháo của Santa Fe góp phần vào lưới lửa phòng không hầu như không thể vượt qua, giúp bảo vệ các tàu sân bay Mỹ trong khi phi công Hải quân Mỹ tiêu diệt không lực hải quân đối phương. Trong suốt đêm và qua đến ngày hôm sau, Hạm đội 5 truy đuổi lực lượng đối phương đang rút lui, phát hiện ra chúng vào lúc xế chiều, và tung hết máy bay ra cho cuộc truy quét sau cùng. Đêm hôm đó, bất chấp nguy cơ từ tàu ngầm Nhật Bản, Santa Fe cùng các tàu chiến khác mở hết đèn pha dẫn đường cho máy bay Mỹ quay trở về các tàu sân bay của họ. Sau một đợt không kích xuống đảo Pagan vào ngày 24 tháng 6, đội của Santa Fe tiến vào Eniwetok để tiếp liệu vào ngày 27 tháng 6.
Ba ngày sau, chiếc tàu tuần dương gia nhập trở lại đội của tàu sân bay Hornet, và sau một đợt không kích vào buổi sáng, đã tiến hành cuộc bắn phá bờ biển xuống Iwo Jima vào ngày 4 tháng 7. Từ ngày 6 đến ngày 21 tháng 7, đội đặc nhiệm tàu sân bay luân phiên tấn công giữa Guam và đảo Rota, ngăn cản đối phương sử dụng các sân bay tại đây; và vào các ngày 25-28 tháng 7, trong khi tấn công Yap và Ulithi, máy bay hải quân đã tiến hành trinh sát hình ảnh. Sau sáu giờ thả neo ngoài khơi Saipan vào ngày 2 tháng 8, lực lượng lại lên đường tấn công Iwo Jima vào ngày 4-5 tháng 8. Trong ngày 4 tháng 8, các tàu tuần dương đã đối đầu với một đoàn tàu vận tải nhỏ của đối phương, đánh chìm nhiều chiếc trong đó có chiếc tàu hộ tống Matsu; và vào ngày 5 tháng 8 chúng bắn phá Iwo Jima. Đội tàu sân bay quay trở lại Eniwetok vào ngày 11 tháng 8.
Từ ngày 30 tháng 8 năm 1944 đến ngày 26 tháng 1 năm 1945, Santa Fe hoạt động cùng đội đặc nhiệm tàu sân bay hình thành chung quanh chiếc Essex. Nhiệm vụ đầu tiên của chúng mà một đợt không kích xuống Peleliu thuộc quần đảo Palaus từ ngày 6 đến ngày 8 tháng 9 và Mindanao thuộc Philippines trong các ngày 9-10 tháng 9. Vào ngày 9 tháng 9, các tàu tuần dương đã đụng độ với một đoàn tàu vận tải Nhật Bản thứ hai, đánh chìm nhiều tàu nhỏ. Các cuộc không kích khác tại vùng biển Visayan diễn ra từ ngày 12 đến ngày 14 tháng 9, rồi các mục tiêu tại Philippines được để mắt đến trong các ngày 21-24 tháng 9 trước khi đội đặc nhiệm rút lui về eo biển Kossol tại Palaus vào ngày 27 tháng 9.
Một loạt các cuộc không kích mới nhằm vô hiệu hóa sức mạnh không quân của Nhật Bản trong quá trình chiếm đóng Philippines được bắt đầu bằng cuộc tấn công Okinawa và Đài Loan trong các ngày 10-13 tháng 10. Chiều tối ngày thứ sáu 13 tháng 10, sau khi các tàu tuần dương Canberra và Houston bị hư hại do trúng ngư lôi, Santa Fe cùng các tàu chị em Birmingham và Mobile được cho tách ra để giúp kéo các tàu tuần dương bị hư hại ra khỏi vùng biển nguy hiểm. Đến ngày, Santa Fe gia nhập trở lại cùng các tàu sân bay trực tiếp hỗ trợ cuộc đổ bộ lên Leyte.

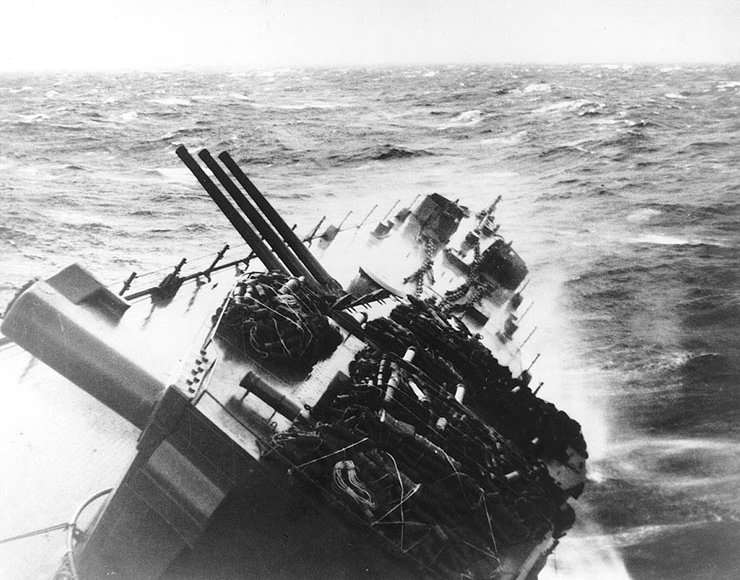
Santa Fe trong cơn bão Cobra vào tháng 12 năm 1944

Đội đặc nhiệm tàu sân bay Essex đã tung ra các cuộc không kích nhắm vào các sân bay tại Visayan vào ngày 21 tháng 10. Chúng được tiếp nhiên liệu vào ngày hôm sau, và vào các ngày 23-24 tháng 10 đã tiến hành các hoạt động truy tìm lực lượng Nhật Bản đang tiếp cận vùng biển Philippines. Vào ngày 24 tháng 10, một cuộc không kích mạnh mẽ từ phía Nhật bị đẩy lùi, nhưng một máy bay Nhật đơn lẻ không bị phát hiện đi theo sau các máy bay Mỹ quay trở về tàu sân bay của họ đã phóng một quả bom vào chiếc tàu sân bay Princeton, vốn sau đó bị chìm. Cuối chiều ngày hôm đó, một lực lượng tàu sân bay Nhật bị phát hiện về phía Bắc Luzon, và các tàu sân bay Mỹ vội vã đi lên phía Bắc để đánh chặn.
Sáng sớm ngày 25 tháng 10, sáu thiết giáp hạm và bảy tàu tuần dương, trong đó có Santa Fe, được gửi lên phía trước các tàu sân bay, sẵn sàng cho một cuộc đối đầu bằng hải pháo; và vào lúc cuối ngày, các tàu sân bay bắt đầu tấn công. Cuối buổi sáng hôm đó, một đội tàu sân bay cùng hầu hết các thiết giáp hạm và tàu tuần dương được vội vã gửi về phía Nam ngăn chặn Lực lượng Trung tâm Nhật Bản, vốn đã tràn qua eo biển San Bernardino. Nhưng lực lượng bốn tàu tuần dương còn lại, dưới quyền chỉ huy của Tư lệnh Đội 13 trên chiếc Santa Fe, tiếp tục đi lên phía Bắc, và vào xế trưa đã khai hỏa vào các con tàu Nhật bị đánh hỏng, đánh chìm tàu sân bay Chiyoda và tàu khu trục Hatsuzuki trong trận chiến mũi Engaño trước khi rút lui vào đêm hôm đó. Santa Fe gia nhập trở lại lực lượng tàu sân bay vào ngày hôm sau và đi đến Ulithi vào ngày 30 tháng 10 sau khi tấn công các tàu chiến Nhật lang thang trong biển Visayan vào ngày 27 tháng 10.
Đội đặc nhiệm tàu sân bay Essex, cùng với Santa Fe, lên đường đi Manus để bảo trì vào ngày 1 tháng 11, nhưng đã đổi hướng đến Philippines sau khi có một báo cáo về việc lực lượng tàu nổi Nhật Bản đang tiến đến Leyte. Cho dù báo cáo này sai sự thật, lực lượng không quân trên tàu sân bay vẫn cần đến để đối phó với các cuộc không kích nặng nề mà Nhật Bản tung ra nhắm vào lực lượng và tàu bè chung quanh Leyte, vì các sân bay chiếm được chưa hoàn toàn sẵn sàng hoạt động. Đội của Santa Fe tấn công trong các ngày 5-6 tháng 11, chịu đựng các cuộc tấn công cảm tử Kamikaze đầu tiên vào ngày 5 tháng 11. Sau các đợt không kích khác xuống Philippines từ ngày 11 đến ngày 14 tháng 11, các tàu tuần dương đi đến Ulithi vào ngày 17 tháng 11. Ba ngày sau, trong khi chiếc tàu tuần dương được tiếp liệu trong vũng biển Ulithi, các tàu ngầm bỏ túi Nhật đã lẻn vào nơi thả neo và phóng ngư lôi nhắm vào chiếc Mississinewa. Thủy phi cơ của Santa Fe đã cứu vớt một s̀ố người sống sót từ chiếc tàu chở dầu bị đánh chìm.
Đội đặc nhiệm tàu sân bay Essex, cùng với Santa Fe, lại lên đường vào ngày 22 tháng 11, tiến hành các cuộc không kích vào ngày 25 tháng 11, và tiếp tục trực chiến cho đến ngày 1 tháng 12. Sau một chặng dừng tại Ulithi, đội tàu sân bay lại ra khơi hỗ trợ cho cuộc đổ bộ lên Mindoro, khi cơn bão Cobra nhấn chìm ba tàu khu trục vào các ngày 18–19 tháng 12. Sau khi truy tìm cứu vớt những người sống sót trong cơn bão, các con tàu quay trở về Ulithi vào ngày 24 tháng 12.

### 1945
Quay trở ra khơi vào ngày 30 tháng 12 năm 1944, đội đặc nhiệm tàu sân bay Essex tấn công Đài Loan và Okinawa vào các ngày 3-4 tháng 1 năm 1945, Luzon vào các ngày 6-7 tháng 1, và một lần nữa xuống Đài Loan vào ngày 9 tháng 1 để vô hiệu hóa các sân bay tại đây trong quá trình đổ bộ lên Luzon từ vịnh Lingayen. Sau đó các con tàu tiến vào Biển Đông, bắn phá tàu bè dọc theo bờ biển Đông Dương vào ngày 12 tháng 1 và dọc theo bờ biển Trung Quốc trong các ngày 15-16 tháng 1. Rời khu vực Biển Đông vào ngày 20 tháng 1, các tàu sân bay lại tấn công Đài Loan vào ngày 21 tháng 1 và Okinawa vào ngày 22 tháng 1 trước khi quay trở về Ulithi vào ngày 26 tháng 1.
Santa Fe lên đường cùng với tàu sân bay Yorktown và các đơn vị khác vào ngày 10 tháng 2; và vào các ngày 16-17 tháng 2, đội của nó đã tung ra các cuộc không kích nhắm vào các sân bay chung quanh Tokyo để tiêu diệt số máy bay vốn có thể can thiệp vào quá trình đổ bộ lên Iwo Jima. Santa Fe được cho tách ra khỏi lực lượng tàu sân bay vào ngày 18 tháng 2, tiến hành bắn phá Iwo Jima từ ngày 19 đến ngày 21 tháng 2, làm im tiếng các khẩu đội pháo trên núi Suribachi cũng như bắn pháo sáng ban đêm tại chiến trường. Nó gia nhập trở lại lực lượng tàu sân bay cho một cuộc không kích khác nhắm vào Tokyo vào ngày 25 tháng 2 trước khi rút lui về Ulithi vào ngày 1 tháng 3.
Vào ngày 14 tháng 3, chiếc tàu tuần dương gia nhập cùng đội tàu sân bay Hancock, và đã tung ra các cuộc không kích xuống Kyūshū vào ngày 18 tháng 3 và vào các đơn vị của hạm đội Nhật Bản tại Kure và Kobe vào ngày 19 tháng 3. Lúc đợt không kích đầu tiên của ngày 19 tháng 3 được tung ra, một máy bay Nhật đơn độc đã ném hai quả bom xuống dãy máy bay trên sàn tàu của chiếc Franklin, gây một loạt vụ nổ và đám cháy rộng lớn. Santa Fe đã cơ động dọc theo chiếc tàu sân bay bị đánh trúng trong gần ba giờ, cứu vớt 833 người sống sót, kiểm soát được đám cháy. Tàu tuần dương Pittsburgh sẵn sàng kéo chiếc tàu bị đánh hỏng, và Santa Fe đã hộ tống chúng đi đến Ulithi. Bản thân nó cũng cần được bảo trì, nên Santa Fe rời Ulithi vào ngày 27 tháng 3 cho chuyến hành trình quay trở về Hoa Kỳ, hộ tống Franklin cho đến Trân Châu Cảng. Santa Fe được tặng tưởng danh hiệu Đơn vị Tuyên dương Hải quân cho hành động dũng cảm nhằm cứu giúp Franklin.
Công việc đại tu tại San Pedro kéo dài từ ngày 10 tháng 4 đến ngày 14 tháng 7. Chiếc tàu tuần dương quay trở lại Trân Châu Cảng vào ngày 1 tháng 8, rồi lại lên đường từ đây vào ngày 12 tháng 8 cùng với tàu sân bay Antietam và tàu tuần dương Birmingham chuẩn bị tấn công đảo Wake. Cuộc bắn phá bị hủy bỏ do Nhật Bản đầu hàng vào ngày 15 tháng 8; và các con tàu đổi hướng, thoạt tiên là đến Eniwetok và sau đó là đến Okinawa, thả neo tại vịnh Buckner vào ngày 26 tháng 8. Santa Fe đi đến Sasebo vào ngày 20 tháng 9, và từ ngày 17 tháng 10 đến ngày 10 tháng 11 đã trợ giúp vào việc chiếm đóng phía Bắc Honshū và Hokkaidō. Nó trình diện cho nhiệm vụ "Magic Carpet" (Chiếc thảm thần) vào ngày 10 tháng 11, và đã thực hiện hai chuyến đi khứ hồi đến Saipan, Guam và Truk, giúp hồi hương các cựu chiến binh trước khi đi đến Bremerton, Washington vào ngày 25 tháng 1 năm 1946.
Santa Fe được cho xuất biên chế vào ngày 19 tháng 10 năm 1946, và được đưa về Đội Bremerton của Hạm đội Dự bị Thái Bình Dương. Nó được rút khỏi danh sách Đăng bạ Hải quân vào ngày 1 tháng 3 năm 1959 và được bán cho hãng Zidell Explorations, Inc. để tháo dỡ vào ngày 9 tháng 11 cùng năm đó.

## Phần thưởng
Santa Fe được tặng tưởng danh hiệu Đơn vị Tuyên dương Hải quân và 13 Ngôi sao chiến trận cho thành tích hoạt động trong Thế Chiến II.
|  |                                                                     |             |
|  | Silver star · Silver star · Bronze star · Bronze star · Bronze star |             |
|  |                                                                     | Bronze star |

| Dãi băng Hoạt động Tác chiến            | Dãi băng Hoạt động Tác chiến                                             | Đơn vị Tuyên dương Hải quân                                              | Đơn vị Tuyên dương Hải quân                                              |
| Huân chương Chiến dịch Hoa Kỳ           | Huân chương Chiến dịch Châu Á-Thái Bình Dương với 13 Ngôi sao Chiến trận | Huân chương Chiến dịch Châu Á-Thái Bình Dương với 13 Ngôi sao Chiến trận | Huân chương Chiến thắng Thế Chiến II                                     |
| Huân chương Phục vụ Chiếm đóng Hải quân | Đơn vị Tuyên dương Tổng thống Philippine                                 | Đơn vị Tuyên dương Tổng thống Philippine                                 | Huân chương Giải phóng Philippine (Philippine) với 1 Ngôi sao Chiến trận |